# Єжи Онух
Єжи (Юрій) Онух (пол. Jerzy Onuch * 28 липня 1954, Люблін, Польща) —українець за походженням,  польський сучасний художник, куратор, публіцист і письменник, директор Польського Інституту у Нью-Йорку (2010–2014).
Як художник працював у жанрах інсталяції та перформансу. 

## Біографія
Онух навчався у Академії мистецтв у Варшаві, яку закінчив у 1979 році зі спеціалізацією у живописі, графіці та мистецькій освіті. Провівши рік у США Онух працював у Торонто від 1987 року. Від 1997 до 2005 року був директором Центру сучасного мистецтва в Києві. Директор Польського Інституту у Києві, радник посольства Польщі в Україні в 2005–2010 рр.

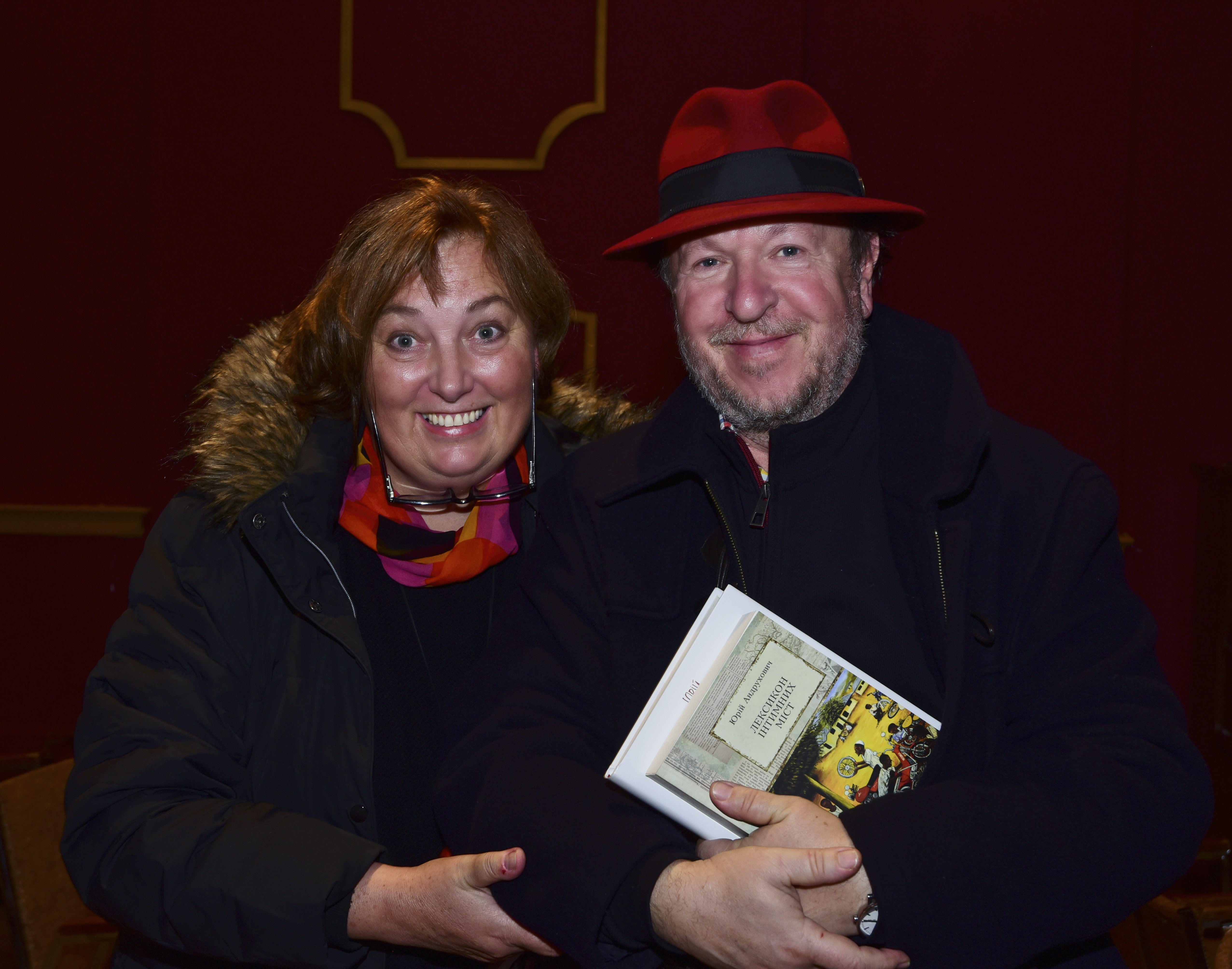
Мірка Вербови-Онух та Єжи Онух на презентації книжки Юрія Андруховича в інституті Св. Володимира в Торонто

## Творча діяльність
Був куратором Тараса Полатайка на 25-му бієнале у Сан-Паулу, фонду Мазоха у Lux Gallery в Лондоні, Віктора Марущенка на 24-му бієнале у Сан-Паулу.
У 2015-2019 роках писав щотижневі колонки для журналу Український тиждень, у яких відгукувався на події, а також писав свої рефлексії і роздуми на різні культурні і соціальні теми, підписуючи їх просто ОНУХ. У 2019 збірка цих дописів вийшла окремою книжкою у видавництві Темпора.